# Tom Skinner (Countrymusiker)
Thomas „Tom“ Dean Skinner (* 8. Januar 1954 in Bristow, Oklahoma; † 12. Juli 2015 in Tulsa, Oklahoma) war ein US-amerikanischer Countrysänger der Red-Dirt-Szene.

## Leben
Tom Skinner wuchs in seiner Geburtsstadt Bristow auf, wo er mit dem Singen im Kirchenchor begann. Er besuchte dort die High School und machte 1972 seinen Abschluss. Im selben Jahr zog er nach Stillwater, um an der Oklahoma State University zu studieren. Nach einigen Semestern brach er das Studium ab und diente auf einem Militärflugplatz in Solano County. Im Jahr 1978 setzte er sein Studium fort und machte 1982 seinen Abschluss. Außerdem begann er seine Musikkarriere als Solokünstler und Frontmann der Skinner Brothers Band, die er zusammen mit seinen Brüdern gründete. Mit dem damals noch unbekannten Garth Brooks startete er zudem die Band Santa Fe. Die Bandmitglieder zogen nach Nashville, doch während Brooks in seiner neuen Heimat große Erfolge feierte, zog es Skinner zurück nach Stillwater. Dort war er in der Folge in einer Band namens The Twanglers aktiv. 
Nach zwei Jahren, die er in Baton Rouge, Louisiana verbrachte, bekam er Mitte der 1990er Jahre die Chance auf einen Vertrag mit dem kleinen Label Binky Records, die er letztendlich wahrnahm. So kam er 1996 zu seiner ersten Veröffentlichung Times Have Changed, nur ein Jahr später folgte sein Unplugged-Album Acoustic Skinner. Im Jahr 1999 sollte mit Jesus Took Me Fishin'  sein drittes Album für Binky Records folgen, wozu es aufgrund eines Herzinfarktes aber nicht kam. Skinner, inzwischen vollkommen genesen, war seit 2007 Bassist in der Mike McClure Band, mit dessen Gründer er bereits seit langer Zeit befreundet war. Die Mike McClure Band hat seit seinem Einstieg vier Alben produziert. Zuletzt hatte Skinner 2012 ein neues – von Mike McClure produziertes – Soloalbum herausgebracht, dem er ein weiteres folgen lassen wollte. Zudem war er weiterhin mit der Band von Mike McClure und mit seiner eigenen aktiv.
Skinner lebte zuletzt in Tulsa, wo er am 12. Juli 2015 im Alter von 61 Jahren verstarb.

## Diskografie
- 1997: Times Have Changed
- 1999: Acoustic Skinner
- 2012: Tom Skinner

- Siehe auch: Diskografie der Mike McClure Band